# Erebia lugina
Erebia lugina är en fjärilsart som beskrevs av Hans Fruhstorfer 1917. Erebia lugina ingår i släktet Erebia och familjen praktfjärilar. Inga underarter finns listade i Catalogue of Life.